# Лоєва (зупинний пункт)
Лоє́ва — пасажирський залізничний зупинний пункт Івано-Франківської дирекції Львівської залізниці.
Розташований у селі Лоєва, Надвірнянського району, Івано-Франківської області на лінії Івано-Франківськ — Делятин між станціями Надвірна (8 км) та Делятин (9 км).
Станом на лютий 2019 року щодня три пари дизель-потягів прямують за напрямком Рахів/Яремче — Івано-Франківськ.